# Sahaspur
Sahaspur é uma cidade e uma nagar panchayat no distrito de Bijnor, no estado indiano de Uttar Pradesh.

## Geografia
Sahaspur está localizada a 29° 08′ N, 78° 37′ L. Tem uma altitude média de 197 metros (646 pés).

## Demografia
Segundo o censo de 2001, Sahaspur tinha uma população de 22,604 habitantes. Os indivíduos do sexo masculino constituem 53% da população e os do sexo feminino 47%. Sahaspur tem uma taxa de literacia de 39%, inferior à média nacional de 59.5%: a literacia no sexo masculino é de 44% e no sexo feminino é de 33%. Em Sahaspur, 21% da população está abaixo dos 6 anos de idade.